# Broń jądrowa Korei Północnej

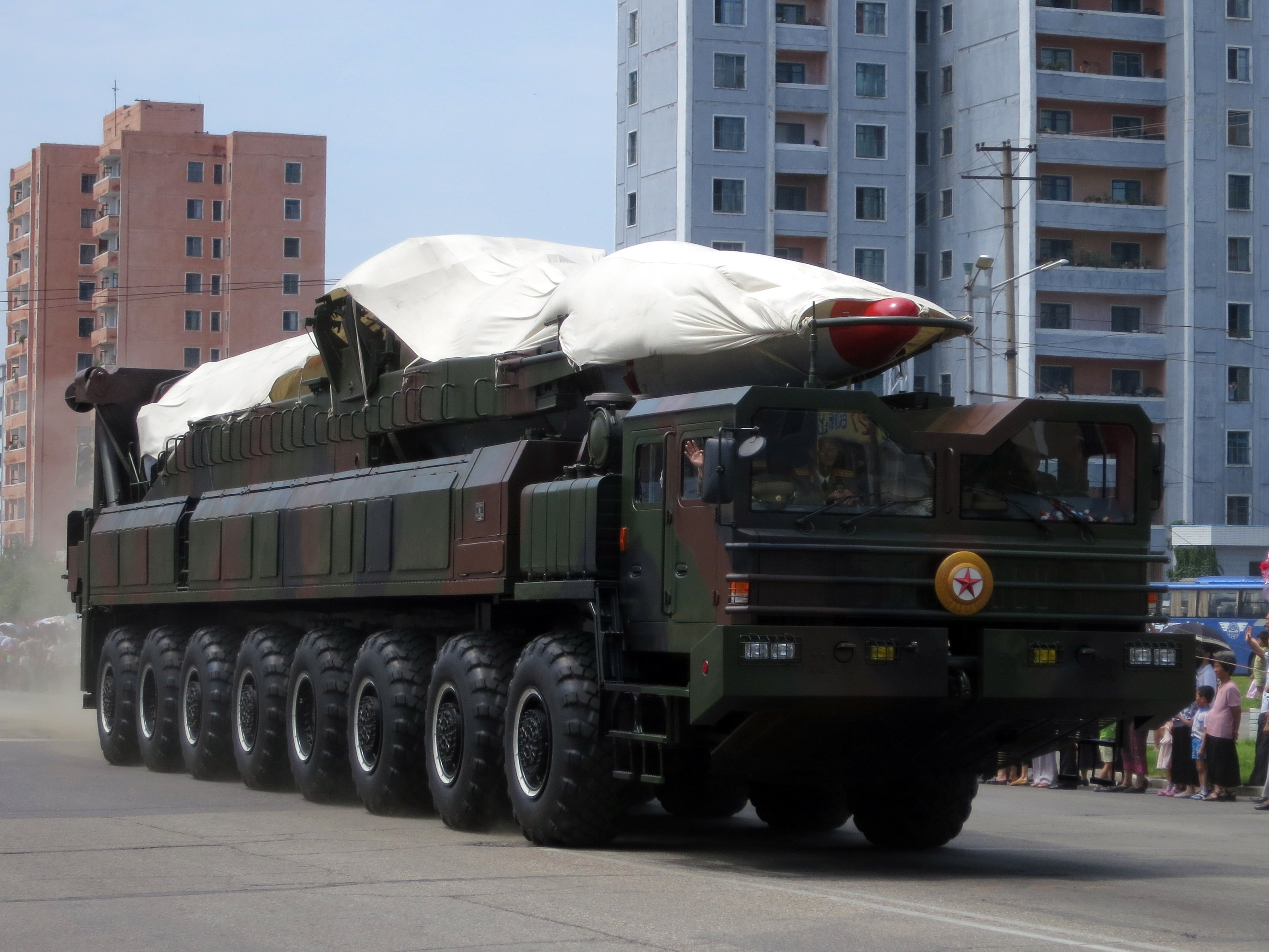
Północnokoreański pocisk balistyczny Hwasong-13(KN-08) na defiladzie (2013)

Broń jądrowa Korei Północnej – strategiczne i taktyczne siły jądrowe Koreańskiej Armii Ludowej. Stanowią element odstraszania nuklearnego.
Korea Północna nie posiada klasycznej doktryny użycia broni jądrowej. Postrzegana jest jako najbardziej nieprzewidywalne państwo na azjatyckiej arenie politycznej. Poprzez prowokacyjną politykę oraz prowadzenie prób z bronią jądrową i środkami jej przenoszenia północnokoreańskie władze skutecznie destabilizują sytuację polityczną i wojskową w regionie południowo-wschodniej Azji. Jest to metoda wymuszania negocjacji w sprawie wsparcia i pomocy gospodarczej dla tego państwa. Nuklearna strategia Korei Północnej opiera się na odstraszaniu w czasie pokoju i ewentualnym asymetrycznym ataku jądrowym na wypadek wojny.

## Charakterystyka

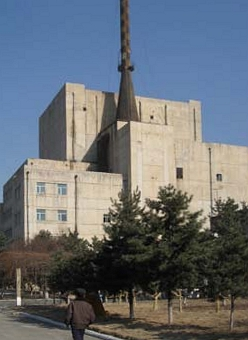
Centrum Badań nad Energią Jądrową – budynek reaktora

Pierwszą placówką naukowo-badawczą realizującą program jądrowy Korei Północnej był założony w grudniu 1952 Instytut Badań Energii Atomowej przy Akademii Nauk. W 1956 podpisano porozumienie ze Związkiem Radzieckim w sprawie szkolenia naukowców północnokoreańskich. W 1964 powstało Centrum Badań nad Energią Jądrową w Yongbyon, w którym uruchomiono niewielki radziecki badawczy reaktor jądrowy. W 1974 roku Korea Północna przystąpiła do Międzynarodowej Agencji Energii Atomowej, a w grudniu 1985 podpisała układ o nierozprzestrzenianiu broni jądrowej (NPT). W połowie lat 90. XX w. współpraca Korei Północnej z organizacjami międzynarodowymi znacząco się pogorszyła. W konsekwencji 31 sierpnia 1998 wykonała ona nad terytorium Japonii niezapowiedziany test pocisku balistycznego Taepodong-1, w grudniu 2002 wydaliła inspektorów IAEA monitorujących instalacje, a 10 stycznia 2003 ogłosiła wycofanie się z traktatu NPT. Korea Północna, w zamian za zamrożenie własnego programu nuklearnego, domagała się pomocy gospodarczej, złagodzenia sankcji i wykreślenia z listy krajów wspierających terroryzm. Kolejne negocjacje nie przyniosły pożądanych rezultatów, a Korea usztywniła swoje stanowisko i 10 lutego 2005 oświadczyła, że posiada broń atomową.
W kolejnych latach kontynuowano prace nad pociskami krótkiego i dalekiego zasięgu. 9 października 2006 przeprowadzony został zapowiedziany test bomby jądrowej i w ten sposób Korea Północna stała się ósmym mocarstwem nuklearnym. W kwietniu 2009 przeprowadzono próbę rakiety Taepodong-2, a miesiąc później przeprowadził drugą próbną eksplozję bomby atomowej na poligonie Kilju. W połowie roku Rada Bezpieczeństwa ONZ rozszerzyła sankcje przeciwko Korei Północnej, ale państwo to nadal rozwijało swój program jądrowy. 12 grudnia 2012 przeprowadziła próbę z rakietę dalekiego zasięgu Unha-3, a 12 lutego 2013 trzeci test bomby jądrowej na poligonie Punggye-ri.
Ocenia się, że Korea Północna posiada (2016) około 10 głowic, które mogą być przenoszone przez balistyczne pociski lądowe oraz lotnictwo myśliwsko-bombowe. Głowice jądrowe nie zostały zminiaturyzowane na tyle aby umieszczać je w rakietach balistycznych średniego i dalekiego zasięgu. Bomby jądrowe (plutonowe) mogły być przenoszone przez lotnictwo lub okręt wojenny. W 2021 przywódca Korei Północnej Kim Dzong Un ogłosił budowę międzykontynentalnych głowic nuklearnych, rozwój taktycznych głowic nuklearnych, wprowadzenie do uzbrojenia hipersonicznych głowic szybowcowych, oraz budowę okrętu podwodnego o napędzie jądrowym zdolnego do przenoszenia strategicznych pocisków rakietowych z głowicami jądrowymi.
We wrześniu 2022 Korea Północna ogłosiła, że zareaguje na nieprzyjacielskie ataki na jej jądrowe systemy dowodzenia i kontroli, rozpoczynając tym samym swój atak nuklearny „automatycznie i natychmiast”. Jej armia będzie nadal odpowiadać i reagować na wszystkie ćwiczenia wojenne prowadzone w rejonie i przeciwko niej skierowane.

## Komponent lądowy

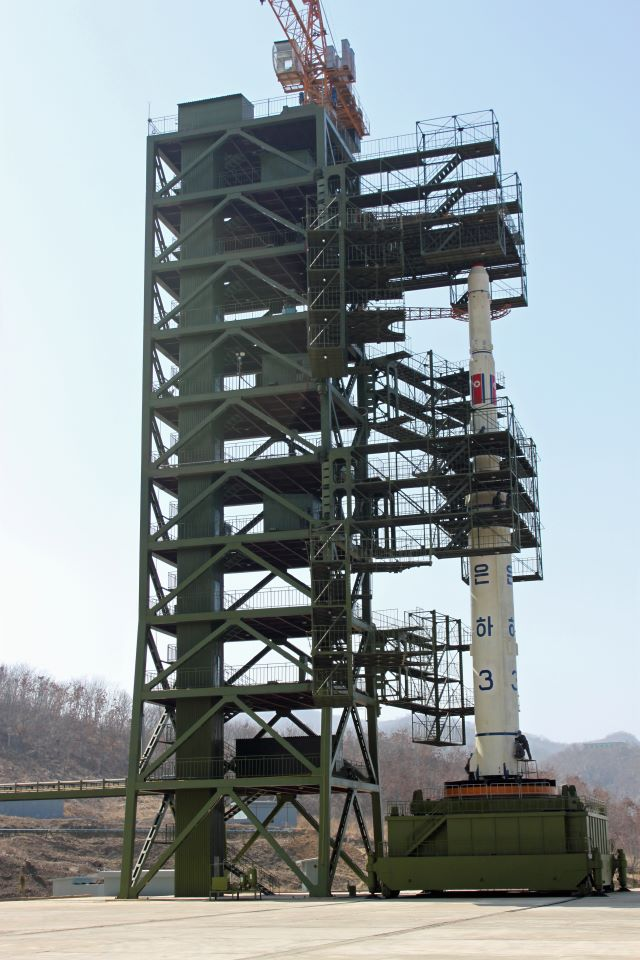
Rakieta Unha-3 na wyrzutni

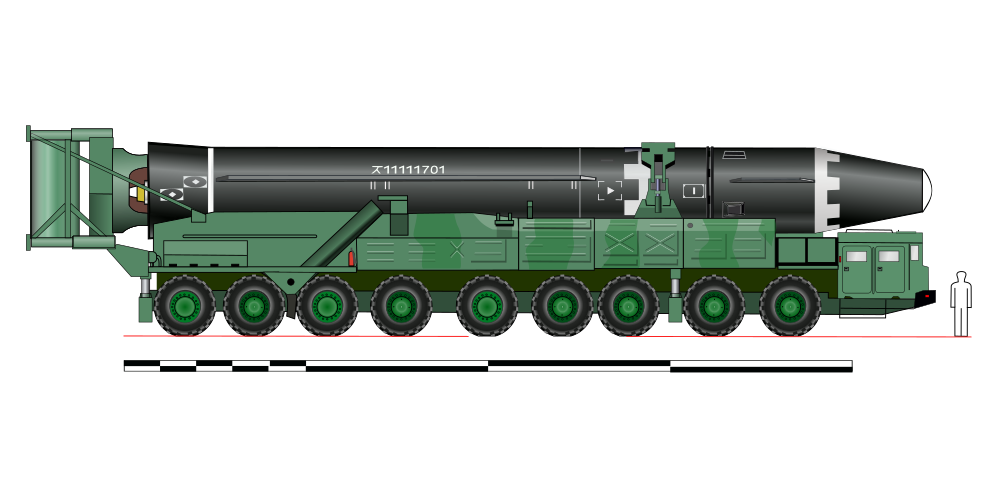
Rakieta Hwasong-15 na transporterze – w porównaniu z sylwetką człowieka

Rozbudowując swój potencjał jądrowy, Korea Północna rozpoczęła produkcję własnych rakiet balistycznych. Były ona oparte na radzieckiej technologii typu Scud. Rakieta Hwasong-5 wywodzi się z pocisku R-17 Elbrus. Pocisk umieszczony jest na mobilnej samochodowej platformie typu TEL. W sumie wybudowano około 300 pocisków i wyrzutni. W 1988 rozpoczęto prace nad zwiększeniem zasięgu rakiety, czego efektem było opracowanie nowej rakiety Hwasong-6 (Scud-C). Był to jednostopniowy pocisk na paliwo ciekłe. Zasięg rakiety umożliwiał rażenie celów w Korei Południowej i w zachodniej Japonii. Ocenia się, że w sumie wyprodukowano około 600-1000 rakiet, z których około 400 było eksportowanych do innych krajów. W 1994 wprowadzono do uzbrojenia rakietę Hwasong-7 (Scud-D). Poprzez zmniejszanie ciężaru głowicy zwiększano zasięg rakiet tego typu.
Równolegle prowadzono prace nad własną konstrukcją rakiety średniego zasięgu. Rakieta Nodong-1 mogła razić cele na terytorium całej Japonii, w tym na Okinawie. Pocisk umieszczony jest na pięcioosiowej mobilnej wyrzutni samochodowej typu TEL. Kolejnym pociskiem była dwustopniowa rakieta na paliwo ciekłe Taepodong-1. Jej pierwszy stopień wzorowany był na rakiecie Nodong-1, a drugi na rakiecie Hwasong-6. Pocisk ten nie został wprowadzony na wyposażenie armii. Prawdopodobnie rakieta była przejściowym rozwiązaniem do opracowania kolejnej wersji – Taepodong-2. Zasięg tego ostatniego pozwala razić cele na Alasce i Hawajach. Do 2013 przeprowadzono cztery próby. W czasie jednej z nich rakieta wyniosła satelitę na orbitę okołoziemską.
Na bazie radzieckiego pocisku R-27 (SS-N-6) Korea Północna opracowała pocisk Hwasong-10 Musudan (Nodong-B). Przy zasięgu ponad 3 tysiące km może on razić amerykańską bazę sił morskich na wyspie Guam. W 2012 zademonstrowano międzykontynentalny trzystopniowy pocisk rakietowy KN-08 (Hwasong-13). Wielu obserwatorów skłania się do opinii, że jest to rakieta rozwijana na bazie radzieckiego pocisku SS-N-6. Pocisk przenoszony jest na ośmioosiowej platformie samochodowej typu TEL. Korea pracuje także (2016) nad pociskiem balistycznym Taepodong-2 o zasięgu ponad 10 tysięcy km, który będzie mógł razić cele na całym terytorium Stanów Zjednoczonych. Następny pocisk – Hwasong-12 (KN17) jest traktowany jako podstawowy pocisk balistyczny pośredniego zasięgu. Podczas parady wojskowej w kwietniu 2017 pokazywany był na mobilnej wyrzutni Hwasong-10.
Korea Północna bardzo dużo uwagi poświęca międzykontynentalnym pociskom balistycznym ICBM. Publicznie pokazano pięć typów pocisków w tej kategorii zasięgu: Taepodong-2, Hwasong-13, Hwasong-14, Hwasong-15 i Hwasong-17. Systemy te są na różnych etapach rozwoju, a niektóre mogą być makietami lub demonstratorami technologii. W lipcu 2017 przeprowadzono dwa pierwsze testy rakiety międzykontynentalnej Hwasong-14 (KN20). Jest ona pierwszą północnokoreańską rakietą, która może dotrzeć do terytorium Ameryki Północnej. Jeszcze jesienią tego roku Korea Północna wystrzeliła międzykontynentalny pocisk Hwasong-15 (KN22). W oficjalnym oświadczeniu stwierdzono, że pocisk może przenosić dużą ciężką głowicę, która jest zdolna do rażenia celów na całym terytorium Stanów Zjednoczonych.
W ostatnich latach (2019) Korea Północna opracowała nową serię rakiet krótkiego zasięgu SRBM rodzimej konstrukcji. Pociski KN-23, KN-24 i KN-25 mogą być wystrzeliwane z mobilnej wyrzutni szynowej i z wyrzutni kolejowych.
W październiku 2020 został zaprezentowany nowy trzystopniowy międzykontynentalny pocisk ICBM Hwasong-17. Jego zasięg ocenia się na około 15 tysięcy km. Pocisk wystrzeliwany jest z jedenastoosiowego transportera drogowego typu TEL i teoretycznie może przenosić dwie lub trzy głowice nuklearne.
We wrześniu 2021 przeprowadzono dwa testy z pociskami manewrującymi do zwalczania celów naziemnych LACM o zasięgu 1500 km. Chociaż Korea Północna ma w swoim arsenale inne pociski manewrujące, jest to pierwszy system, który został opisany jako „broń strategiczna”. Według północnokoreańskich mediów, pociski manewrujące mogą być wystrzeliwane z kontenera umieszczonego na platformie samochodowej typu TEL.
Taktyczne pociski rakietowe
W 2006 do uzbrojenia wprowadzono opracowany na bazie pocisku OTR-21 Toczka pocisk krótkiego zasięgu Toksa (KN-02). Ocenia się, że w uzbrojeniu znajduje się około 50 zestawów rakiet KN-02, które mogą razić ważne cele i obiekty wojskowe, w tym lotniska, centra dowodzenia, mosty, magazyny wojskowe i koncentracje wojsk.

## Komponent morski
Korea Północna pracuje także nad pociskami balistycznymi SLBM. Pociski te należą do rodziny pocisków Pukguksong. W sierpniu 2016 z wyrzutni okrętu podwodnego klasy Sinpo odpalono pocisk Pukguksong-1 (KN-11), który przeleciał ponad 500 km. Uważa się, że może on razić wszystkie amerykańskie bazy znajdujące się na terytorium Japonii.

W październiku 2019 zaprezentowano nowy dwustopniowy pocisk balistyczny typu Pukguksong-3. Prawdopodobnie zostanie on rozmieszczony na budowanym okręcie podwodnym „Sinpo-C”. W kolejnych latach Korea Północna prezentowała nowsze typy SLBM na paliwo stałe: Pukguksong-4 i Pukguksong-5. Według specjalistów na tym etapie (2022) spekulacje na temat możliwości użycia operacyjnego pocisków wydają się przedwczesne. Podczas parady wojskowej w kwietniu 2022 ujawniono szóstego członka rodziny Pukguksong, chociaż nazwa rakiety nie została jeszcze formalnie ogłoszona.

## Środki przenoszenia broni jądrowej

Zasięg rakiet Korei Północnej

| Środki                     | Typ  | Zasięg    | Głowica |
| -------------------------- | ---- | --------- | ------- |
| Hwasong-5 (Scud-B)         | SRBM | 300       | 1000    |
| Huasong-6 (Scud-C)         | SRBM | 500       | 700     |
| Hwasong-7 (Scud-D)         | SRBM | 700       | 500     |
| Toksa (KN-02)              | SRBM | 100-120   | 480     |
| Hwasong-7 (Nodong-1)       | MRBM | 1300      | 1000    |
| Nodong-2                   | MRBM | 1500      | 700     |
| Taepodong-1 (Paeutudan-1)  | MRBM | 2500      | 500     |
| Hwasong-10 (BM-25 Musudan) | MRBM | > 3000    | 650     |
| Taep’o-dong 2              | IRBM | > 6000    | 1000    |
| Unha-3                     | IRBM | ~ 10000   | 500-600 |
| Hwasong-13 (KN-08)         | IRBM | > 6000    | ~ 1000  |
| Pukguksong-1 (KN-11)       | SLBM | > 500     | 650     |
| Pukguksong-3 (KN-26)       | SLBM | 1900–2500 |         |
| Pukguksong-4               | SLBM |           |         |
| Pukguksong-5               | SLBM |           |         |
| Pukguksong-?               | SLBM |           |         |